# 克什·安德森
克什·斯图尔特·奥盧因卡·阿德托昆博·安德森（英語：Keshi Stuart Oluyinka Adetokunboh Anderson；1995年4月6日—）是一名英格蘭足球運動員，司職翼鋒和前鋒，現時效力英甲球會伯明翰足球會。他具有代表尼日利亞和英格蘭參加國際賽的資格。

## 球會生涯
安德森在沃特福德學習踢球，之後在業餘球會巴頓流浪展開足球生涯，在各項賽事中上場53次及打進32球，其中26球是聯賽進球。他在布伦特福德試訓期間的一場比賽對水晶宫，他在6分鐘內完成帽子戲法後，於是後者球會在2015年2月簽下他。
2015年9月24日，他被外借到唐卡斯特流浪一個月，並在數天後首次在英格兰足球联赛上場參加對谢菲尔德联的比賽。10月，他的外借期被延長至2016年1月。11月21日對罗奇代尔的比賽中，安德森受傷斷腳，使他被迫休傷長達九個月。
2016年8月31日，球會把他外借到英格蘭足球甲級聯賽球會博尔顿至季末。三天後在馬克龍球場首次代表新球會上場對绍森德的比賽中取得進球，最後以1-1戰平。2017年1月16日，水晶宮召回安德森回到球隊，翌日轉借到北安普顿。
2017年8月31日，他被外借到英格蘭足球乙級聯賽球會斯温登至2018年1月，兩天後首次代表新球會出場參加以4-2不敵巴尼特的比賽，他在66分鐘被換出。9月16日，他打進了在新球隊的首顆進球，助球隊以3-2擊敗史提芬納治。2018年1月16日，他正式永久轉會至斯溫登。2019/20球季，斯溫登贏得英乙冠軍，但安德森拒絕了球隊主教練理查德·维尔伦斯開出的新合約，並在個人社交網站宣佈會在合約結束後離隊。
2020年6月29日，他與黑池簽下兩年合約，而球會擁有一年延長權。他在新球會的首顆進球是2020年10月6日英格蘭聯賽盃對艾宁顿斯坦利的比賽。
2023年7月22日，在伯明翰試訓成功後，他與這支英格蘭足球冠軍聯賽球會簽下一年合約。球季結束後，伯明翰降級至英甲聯賽，同時球會延長了他的合約。

## 榮譽
斯温登
- 英格蘭足球乙級聯賽冠軍：2019–20[26]